# Authie (Calvados)
Authie é uma comuna francesa na região administrativa da Normandia, no departamento Calvados. Estende-se por uma área de 3,21 km². Em 2010 a comuna tinha 1 653 habitantes (densidade: 515 hab./km²).